# Zafalowani
Zafalowani (ang. Stoked) – kanadyjski serial animowany emitowany w Polsce przez telewizję Disney XD.

## Fabuła
Serial opowiada o grupie surferów, którzy przybywają na Wyspę Zachodzącego Słońca, położoną w Kolumbii Brytyjskiej, by spełnić podstawowe marzenie każdego surfera – doświadczyć niekończącego się lata.
Emma, Reef i Fin dołączają do Brosepha, Lo, George'a, Ty'a i Johnny'ego. Przez 12 tygodni spędzają swoje pierwsze lato poza domem i ciężko pracują, a podczas dni wolnych od pracy robią to, co kochają – surfują.

## Nawiązania
Serial Zafalowani, podobnie jak inna produkcja tych samych twórców, 6 w pracy, opowiada o grupie młodych ludzi, pracujących w czasie wakacji. Główni bohaterowie (z pominięciem Lo) mają bowiem 16 lat, co jest wiekiem pozwalającym na rozpoczęcie pracy. W USA i Kanadzie niepisanym zwyczajem jest rozpoczęcie wakacyjnej pracy (spare-time job). W obydwu serialach bohaterowie boją się zwolnienia oraz konsekwencji, jakie na nich spadną, gdy stracą swoją pierwszą pracę.
Kolejnym nawiązaniem do produkcji twórców jest seria Totalna Porażka. W pewnym odcinku Bummer je śniadanie w hotelowej restauracji, a w telewizorze leci czołówka z Planu Totalnej Porażki.

## Postacie
- Reef Delmondo – jest typowym nastolatkiem. W ramach wakacyjnej pracy ma zostać instruktorem surfingu w hotelu. Często popełnia gafy, mówiąc iż dziewczęta są gorsze w bez mała każdym aspekcie życia - także surfingu. Chociaż nie chce się do tego przyznać, że Fin mu się podoba, jednak przez długi czas za punkt honoru stawia sobie udowodnienie, iż ma rację. Jest opalony, ma ciemnokasztanowe włosy i zielone oczy. Ubiera się w czarno-białą koszulkę, granatowe szorty i czarne klapki.
- Fin McCloud – mimo iż ubiegała się o stanowisko instruktorki surfingu, została przyjęta w charakterze pokojówki. Ma krótkie blond włosy i niebieskie oczy. Ubiera się w jasnozieloną koszulkę na ramiączka, białe spodenki z zielonym motywem kwiatowym i jasnożółte buty. Udaje, że nie znosi Reefa, choć tak naprawdę on jej się podoba. Chce mu udowodnić, że to dziewczyny są mistrzyniami surfingu.
- Emma – została przyjęta jako kelnerka. Jako jedyna z „paczki” nie umie surfować, chociaż szybko się uczy i zawsze marzyła o tym, żeby nauczyć się surfować. Ma rude włosy związane w kucyk, piegi i turkusowe oczy. Jest ubrana w jasnoróżową koszulkę i buty, różowe szorty i nosi naszyjnik z perłą. Zakochała się w bracie Lo. Nie wie o tym, że podoba się Johnny'emu. Przez jeden odcinek chodziła z Ripperem.
- Broseph – pracuje w hotelu jako bagażowy. Wiele okoliczności wskazuje na to, iż jest lokalnym mieszkańcem kurortu (w momencie przybycia bohaterów już pracował). Uwielbia surfować i jest w tym naprawdę dobry. Posiada szeroką wiedzę z zakresu surfingu (w jednym z odcinków rozpoznał deskę wielokrotnego mistrza/legendy surfingu). Jest ciemnoskóry, ma gęste, żółte włosy, nosi szaro-niebieską koszulkę i białe spodenki.
- Lauren 'Lo' Ridgemount – córka właściciela hotelu. Wskutek splotu niekorzystnych dla niej okoliczności (zorganizowanie imprezy całkowicie rujnującej dobre imię hotelu) zostaje zmuszona do odpracowania poniesionych kosztów. Zostaje pozbawiona swoich przywilejów (apartamentu oraz karty kredytowej ojca) i przyjęta w charakterze kelnerki. W kolejnych odcinkach stara się wykazać przed ojcem swoją odpowiedzialnością i przejmuje część obowiązków związanych z organizacją różnych imprez w hotelu. Ma ciemne blond włosy, fioletowe oczy, białe kolczyki i naszyjnik z perełek. Nosi jasnożółtą sukienkę z fioletowym paskiem i żółte klapki.
- Johnny – jest recepcjonistą. Podoba mu się Emma, lecz ona traktuje go jako kumpla. W momencie, kiedy bohaterowie przybywają do kurortu, Johnny pracuje już na recepcji.
- Wipeout – jest maskotką hotelu. Na co dzień nosi kostium orki. Prawdopodobnie jest pracownikiem sezonowym (można to wnioskować po epizodzie, w którym mówi o starym kostiumie, który był na niego za duży). Występuje w czołówce, umie surfować. Często bezskutecznie flirtuje z dziewczynami z hotelu.

## Wersja polska
Wersja polska: SDI Media Polska

Reżyseria: Wojciech Paszkowski

Dialogi: Ewa Mart

Wystąpili:
- Agnieszka Judycka – Emma
- Jacek Bończyk – Reef
- Agnieszka Kunikowska – Fin
- Brygida Turowska-Szymczak – Lauren
- Marcin Przybylski – Johnny
- Karol Wróblewski – Broseph
- Agnieszka Paszkowska
- Klaudiusz Kaufmann – Bummer
- Damian Aleksander
- Justyna Bojczuk – Sam
- Wojciech Paszkowski – Kahuna
- Grzegorz Drojewski – Wipeout
- Jacek Kopczyński – Ty
- Paweł Szczesny – pan Ridgemount
- Wit Apostolakis-Gluziński – 
  - Mark
  - Todd
- Barbara Zielińska – Rosie
- Krzysztof Szczerbiński – Ripper
- Jarosław Boberek – Świrus Lance
- Anna Sztejner – Kelly
- Anna Gajewska – Martha
- Beniamin Lewandowski – George
- Tomasz Kozłowicz – Snack Shack
- Zbigniew Konopka
- Janusz Wituch
- Klementyna Umer

i inni 
Piosenkę tytułową wykonał: Adam Krylik

Lektor – Artur Kaczmarski

## Odcinki
| Seria | Seria | Odcinki | Oryginalna emisja | Oryginalna emisja | Oryginalna emisja | Oryginalna emisja   | Oryginalna emisja | Oryginalna emisja       |
| Seria | Seria | Odcinki | Premiera serii    | Finał serii       | Premiera serii    | Finał serii         | Premiera serii    | Finał serii             |
| --- | ----- | ------- | ----------------- | ----------------- | ----------------- | ------------------- | ----------------- | ----------------------- |
| | 1     | 26      | 25 czerwca 2009   | 3 czerwca 2010    | 2 września 2010   | 7 października 2010 | 1 maja 2010       | 30 października 2010[A] |
| | 2     | 26      | 16 września 2010  | 26 stycznia 2013  | 21 marca 2011     | 28 kwietnia 2011    | nieemitowany      | nieemitowany            |
| - A^ Ostatni odcinek serii wyemitowano 30 października 2010, jednak pominięto dwa odcinki, które do tej pory nie zostały wyemitowane. |       |         |                   |                   |                   |                     |                   |                         |

### Seria 1: 2009–10
| Nr | Tytuł                                             | Premiera             | Premiera w Polsce    |
| -- | ------------------------------------------------- | -------------------- | -------------------- |
| 1  | Welcome to Paradise, Dudes!                       | 25 czerwca 2009      | 1 maja 2010          |
| 2  | Another Grom Bites the Dust                       | 28 czerwca 2009      | 2 maja 2010          |
| 3  | Board and Confused                                | 5 lipca 2009         | 8 maja 2010          |
| 4  | Take Your Kook to Work Day                        | 19 lipca 2009        | 15 maja 2010         |
| 5  | Waves of Cheese                                   | 26 lipca 2009        | 22 maja 2010         |
| 6  | The Very Very Very Very Very Important Guest      | 12 lipca 2009        | 29 maja 2010         |
| 7  | Hang 9                                            | 2 sierpnia 2009      | 5 czerwca 2010       |
| 8  | Fast Times when the Rip Tide's High               | 9 sierpnia 2009      | nieemitowany         |
| 9  | Reef and That Evil Totem                          | 16 sierpnia 2009     | 12 czerwca 2010      |
| 10 | Reef, Broseph and Emma's Totally Stupid Adventure | 1 października 2009  | 19 czerwca 2010      |
| 11 | Boards of Glory                                   | 8 października 2009  | 20 czerwca 2010      |
| 12 | Chargin' Into The Night                           | 23 sierpnia 2009     | 3 lipca 2010         |
| 13 | O Broseph, Where Art Thou?                        | 30 sierpnia 2009     | 10 lipca 2010        |
| 14 | Groms Gone Wild!                                  | 6 września 2009      | 17 lipca 2010        |
| 15 | Chum Music                                        | 20 października 2009 | 24 lipca 2010        |
| 16 | Penthouse of Horror                               | 15 października 2009 | nieemitowany         |
| 17 | Mr. Wahine                                        | 5 listopada 2009     | 31 lipca 2010        |
| 18 | Grand Theft Whale Bus                             | 15 kwietnia 2010     | 3 września 2010      |
| 19 | A Boy Named Leslie                                | 22 kwietnia 2010     | 10 września 2010     |
| 20 | Who Knows What Evil Lurks In The Heart Of Clam?   | 29 kwietnia 2010     | 17 września 2010     |
| 21 | Slumber Party Animals                             | 13 maja 2010         | 24 września 2010     |
| 22 | Endless Bummer                                    | 6 maja 2010          | 2 października 2010  |
| 23 | BroFinger                                         | 20 maja 2010         | 9 października 2010  |
| 24 | A Prank Too Far                                   | 27 maja 2010         | 16 października 2010 |
| 25 | The Pirate Who Came to Lunch                      | 3 czerwca 2010       | 23 października 2010 |
| 26 | The Day the Sea Stood Still                       | 3 czerwca 2010       | 30 października 2010 |

### Seria 2: 2010–13
| Nr | Tytuł                                        | Premiera             | Premiera w Polsce |
| -- | -------------------------------------------- | -------------------- | ----------------- |
| 27 | The Make-Out Fake-Out                        | 16 września 2010     | nieemitowany      |
| 28 | Surf Surf Revolution                         | 23 września 2010     | nieemitowany      |
| 29 | The Captain, The Grom, His Job and Her Dream | 30 września 2010     | nieemitowany      |
| 30 | Will the Real Broseph Please Stand Up        | 7 października 2010  | nieemitowany      |
| 31 | I Like Beaver Butts and I Cannot Lie         | 14 października 2010 | nieemitowany      |
| 32 | Sick Day                                     | 4 listopada 2010     | nieemitowany      |
| 33 | Channel Surfers                              | 18 listopada 2010    | nieemitowany      |
| 34 | Grommy the Vampire Slayer                    | 25 listopada 2010    | nieemitowany      |
| 35 | Grumpy Old Brahs                             | 2 grudnia 2010       | nieemitowany      |
| 36 | Hunka Hunka Burnin' Reef                     | 9 grudnia 2010       | nieemitowany      |
| 37 | Boardy Brotherhood                           | 16 grudnia 2010      | nieemitowany      |
| 38 | Safety Last                                  | 30 grudnia 2010      | nieemitowany      |
| 39 | Clinging in the Rain                         | 6 stycznia 2011      | nieemitowany      |
| 40 | My Fair Leslie                               | 6 kwietnia 2012      | nieemitowany      |
| 41 | Browatch                                     | 22 września 2012     | nieemitowany      |
| 42 | Bad Sports                                   | 29 września 2012     | nieemitowany      |
| 43 | (500) Days of Bummer                         | 6 października 2012  | nieemitowany      |
| 44 | The Reefinator                               | 6 października 2012  | nieemitowany      |
| 45 | Dirty Little Secret, Nerdy Little Secrets    | 10 listopada 2012    | nieemitowany      |
| 46 | Sweet, Sweet, Meat Cheat                     | 17 listopada 2012    | nieemitowany      |
| 47 | To Catch a Reef                              | 24 listopada 2012    | nieemitowany      |
| 48 | Surfer's Got Talent                          | 1 grudnia 2012       | nieemitowany      |
| 49 | Groms on Strike                              | 5 stycznia 2013      | nieemitowany      |
| 50 | Heartbreak Hotel                             | 12 stycznia 2013     | nieemitowany      |
| 51 | All We Are Saying is Give Reef a Chance      | 19 stycznia 2013     | nieemitowany      |
| 52 | Grom Fest                                    | 26 stycznia 2013     | nieemitowany      |